# 馬貴林隆背獅子魚
馬貴林隆背獅子魚，為輻鰭魚綱鮋形目杜父魚亞目獅子魚科的其中一種，分布於東南太平洋的Macquarie-Hjort海溝，棲息深度5400-5410公尺，體長可達8.8公分，為深海底棲性魚類，屬肉食性，生活習性不明。

## 擴展閱讀
維基物種上的相關：馬貴林隆背獅子魚